# Малодолгие
Малодолгие — деревня в Частоозерском районе Курганской области. Входит в состав Долговского сельсовета.

## История
До 1917 года входила в состав Долговской волости Ишимского уезда Тобольской губернии. По данным на 1926 год село Мало-Долговское состояло из 100 хозяйств. В административном отношении входила в состав Долговского сельсовета Частоозерского района Ишимского округа Уральской области.

## Население
| 1989 | 2002 | 2010 |
| ---- | ---- | ---- |
| 134  | ↗165 | ↘56  |

По данным переписи 1926 года в селе проживало 449 человек (191 мужчина и 258 женщин), в том числе: русские составляли 100 % населения.